# Джонсон, Пол (хоккеист)
Пол Герберт Джонсон (англ. Paul Herbert Johnson, 18 мая 1935, Уэст-Сент-Пол, штат Миннесота, США — 17 июля 2016, там же) — американский хоккеист, нападающий, чемпион Олимпийских игр в Скво-Вэлли (1960).

## Спортивная карьера
С 1954 по 1960 г. выступал в любительских командах St. Paul Saints, Rochester Mustangs, St. Paul Koppys и Green Bay Bobcats. С 1958 по 1960 г. в составе сборной США участвовал в олимпийской подготовке. На зимних Играх в Скво-Вэлли вместе с партнёрами по команде завоевал золотую медаль. В ходе турнира он забил три гола и сделал две результативные передачи, включая победную шайбу в матче с фаворитом Игр — сборной Канады. Также входил в состав национальной сборной на Олимпиаде в Инсбруке (1964). Выступал на чемпионатах мира (1958, 1959 и 1961).
В последующих игровых сезонах выступал следующим образом:
- 1960/61 — в клубе «Святые Сент-Пола» из профессиональной Международной хоккейной лиги. Следующие два года выступай за «Миннеаполис Миллерс» из Международной хоккейной Лиги (IHL), дойдя в сезоне 1962/63 до финала плей-офф за Кубок Тёрнера,
- 1963/64 — защищал цвета «Ватерлоо Блэкхокс» из любительской Хоккейной лиги США (USHL),
- 1964/65 — выступал за Des Moines Oak Leafs в первенстве IHL, с которыми он также проиграл только в финале Кубка Тёрнера, Форт-Уэйн Комец.

Выступая в IHL, набрал 218 очков: 118 голов и 100 передач в 242 матчах регулярного сезона. Затем вернулся в «Ватерлоо Блэкхокс», где выступал до завершения карьеры в 1973 г. В семи сезонах с Ватерлоо забил 152 гола и сделал 131 передачу, получив 283 очка.
В 2001 г. он был введён в Зал хоккейной славы США.